# Giardinetti (Roma)
Giardinetti è una frazione (piano di zona 27) di Roma Capitale, situata in zona Z. XVI Torrenova, nel territorio del Municipio Roma VI (ex Municipio Roma VIII). Assieme alla frazione limitrofa di Tor Vergata dà vita all'omonima zona urbanistica di Giardinetti-Tor Vergata, di cui fa parte.
Il nome della località deriva dai raffinati giardini del XVI secolo, facenti parte della proprietà del Castello di Torrenova, ma da questi separati, che qui sorgevano.

## Geografia fisica

### Territorio
Sorge sul lato sud della via Casilina, a ridosso ed esternamente al Grande Raccordo Anulare.
È racchiusa fra le zone di Torre Angela a nord, Tor Vergata a sud-ovest, La Romanina a sud, Torre Maura a ovest e Torrenova a est. Molte vie della zona portano i nomi di orafi, incisori e pittori.

## Monumenti e luoghi d'interesse

### Architetture civili
- Castello di Torrenova, su via Casilina. Castello del XVI secolo.

Progetto dell'architetto Giovanni Fontana.

### Architetture religiose

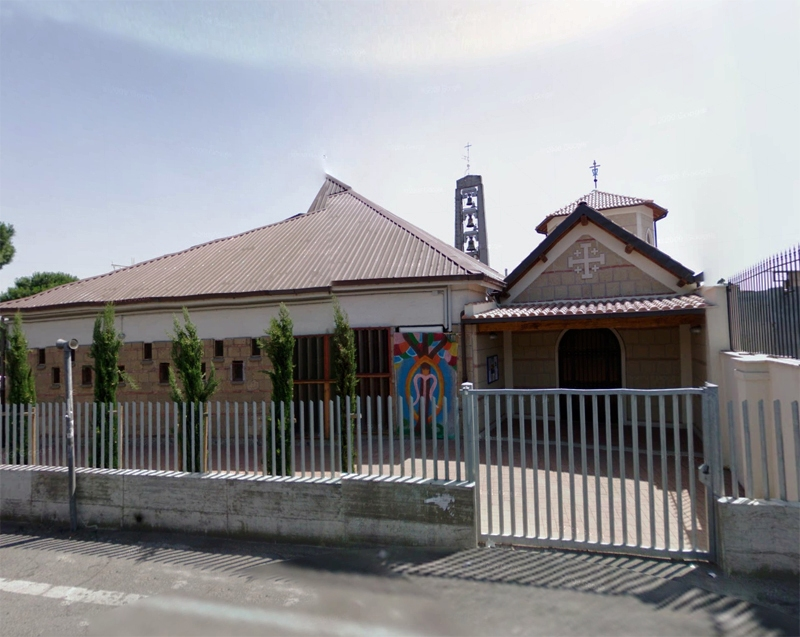
Chiesa della Resurrezione di Nostro Signore Gesù Cristo

- La chiesa della Resurrezione del Nostro Signore Gesù Cristo, situata in via Turino di Sano, fu progettata da Giuseppe Rinaldi nel 1961.[1] Fu inaugurata nel 1963 ed il 28 marzo di quello stesso anno fu eretta a parrocchia con il decreto del cardinale vicario Clemente Micara Ad uberius animarum. Affidata inizialmente al clero diocesano di Roma, dal 1973 al 2014 essa è amministrata dal clero della diocesi di Novara. Dal 2014 tornò ad essere gestita dal clero romano e subentrò come parroco don Dario Gervasi, nominato vescovo ausiliare di Roma per il settore Sud il 31 agosto 2020. In occasione del ventennale della chiesa, nel 1983, furono attuate opere di restauro e rifacimenti, che coinvolsero il presbiterio, l'altare, ed il fonte battesimale. La chiesa conserva al suo interno una icona del Cristo risorto, opera di Antonio Gioia Di Nola, dipinta tra il 1988 ed il 1993, dalle dimensioni di 6.00 x 2.20 metri. Il 28 febbraio 1988, quando era parroco monsignor Franco Mortigliengo, il papa Giovanni Paolo II si recò in visita nella parrocchia, incontrando i sacerdoti, le suore, i collaboratori, i gruppi giovanili, i bambini, e tutta l'assemblea dei fedeli.[2] Dal 1º novembre 2020 è parroco Don Simone Vendola.

## Sport

### Calcio
- Red Tigers1957 (colori sociali Bianco Rosso) che, nel campionato 2023-2024, milita nel campionato maschile di Promozione.[3]